# Палий (Матвеево-Курганский район)
Палий — хутор в Матвеево-Курганском районе Ростовской области. Входит в состав Малокирсановского сельского поселения.

## География
На хуторе имеется одна улица: Полевая.

## История
В Списках населенных мест Северо-Кавказского края на 1926 год упоминается как хутор Латоновского сельсовета Матвеево-Курганского района Таганрогского округа, в котором насчитывалось 12 домохозяйств и проживало 87 человек, все украинцы.
В 1943 году в составе хутора Полиев было уже 19 домохозяйств.

## Население
| 2010 |
| ---- |
| 10   |